# Cloven Hoof
Cloven Hoof es una banda británica de heavy metal originaria de Wolverhampton, Inglaterra. Formada en 1979, se convirtió en una de las agrupaciones representativas de la Nueva ola del heavy metal británico (NWOBHM), movimiento al que también pertenecen bandas como Iron Maiden, Saxon y Diamond Head.  
Estuvo activa hasta 1990 y regresó en el año 2000, manteniéndose en actividad desde entonces.
A lo largo de su trayectoria, Cloven Hoof ha sufrido numerosos cambios de formación. Sin embargo, su fundador y bajista Lee Payne ha permanecido como único miembro constante desde sus inicios.

## Biografía

### Primeros años: 1979-1987
Cloven Hoof ha tenido numerosos cambios de alineación después de varias grabaciones. Teatrales desde el principio, los cuatro miembros tomaron seudónimos basados en los elementos: David "Water" Potter, Steve "Fire" Rounds, Lee "Air" Payne y Kevin "Earth" Poutney. Esta alineación ha grabado exitosamente un demo en 1982, seguido por el EP The Opening Ritual y su álbum debut homónimo, Cloven Hoof.

### 1988-1990
Lee Payne reactivó la banda en 1988, incorporando al vocalista Russ North y al guitarrista Andy Wood, provenientes de la banda Tredegar, y dejando al baterista Jon Brown. Con esta nueva formación, grabaron dos álbumes: Dominator y A Sultan's Ransom. Más adelante, se sumó Lee Jones como segundo guitarrista. En 1990, la banda se disolvió temporalmente.

## Discografía

### Álbumes de estudio
- Cloven Hoof (1984)
- Dominator (1988)
- A Sultan's Ransom (1989)
- Eye of the Sun (2006)
- Resist or Serve (2014)
- Who Mourns for the Morning Star? (2017)
- Age of Steel (2020)
- Time Assassin (2022)
- Heathen Cross (2024)

### Álbumes en vivo
- Fighting Back (1986)

### Álbumes de recopilación
- The Definitive Part One (2008)

### EP
- The Opening Ritual (1982)
- Throne of Damnation (2010)

### Demos
- Demo 1982 (1982)
- Second Demo 1982 (1982)

### Videos y DVD
- A Sultan's Ransom - Video Archive (DVD) (2010)